# سرگی ام. بزروکوف
سرگی ام. بزروکوف (انگلیسی: Sergey M. Bezrukov) یک فیزیک‌دان اهل ایالات متحده آمریکا است.